# 北12条駅
北12条駅（きたじゅうにじょうえき）は、北海道札幌市北区北12条西4丁目にある札幌市営地下鉄南北線の駅である。駅番号はN05。

## 歴史
- 1971年（昭和46年）12月16日：北24条駅 - 真駒内駅間開業に伴い、設置
- 2009年（平成21年）4月1日：エレベータ供用開始
- 2012年（平成24年）9月13日：可動式ホーム柵が稼働開始[1]

## 駅構造
地下1階に2面2線の相対式ホームがあり、西側（2番ホーム 麻生方面）に2ヶ所、東側（1番ホーム 真駒内方面）に1ヶ所改札口が設けられている。コンコースはなく、麻生方面南側以外の改札口は地上とホームの中間の深さにある。ホーム間の連絡通路が線路の下を通っている。
出入口は2ヶ所あり、地上へのエレベーターは1番ホーム側出口に2基（ホーム～改札口、改札口～地上）、2番ホーム側は南側の改札口に設置されている。
コインロッカー・AED・トイレはいずれも1番ホーム側に設置されており、一般のトイレは改札の内側に、身障者対応のトイレは改札の外側にある。

### のりば
| ホーム | 路線   | 行先                       |
| ------ | ------ | -------------------------- |
| 1      | 南北線 | さっぽろ・大通・真駒内方面 |
| 2      | 南北線 | 北24条・麻生方面           |

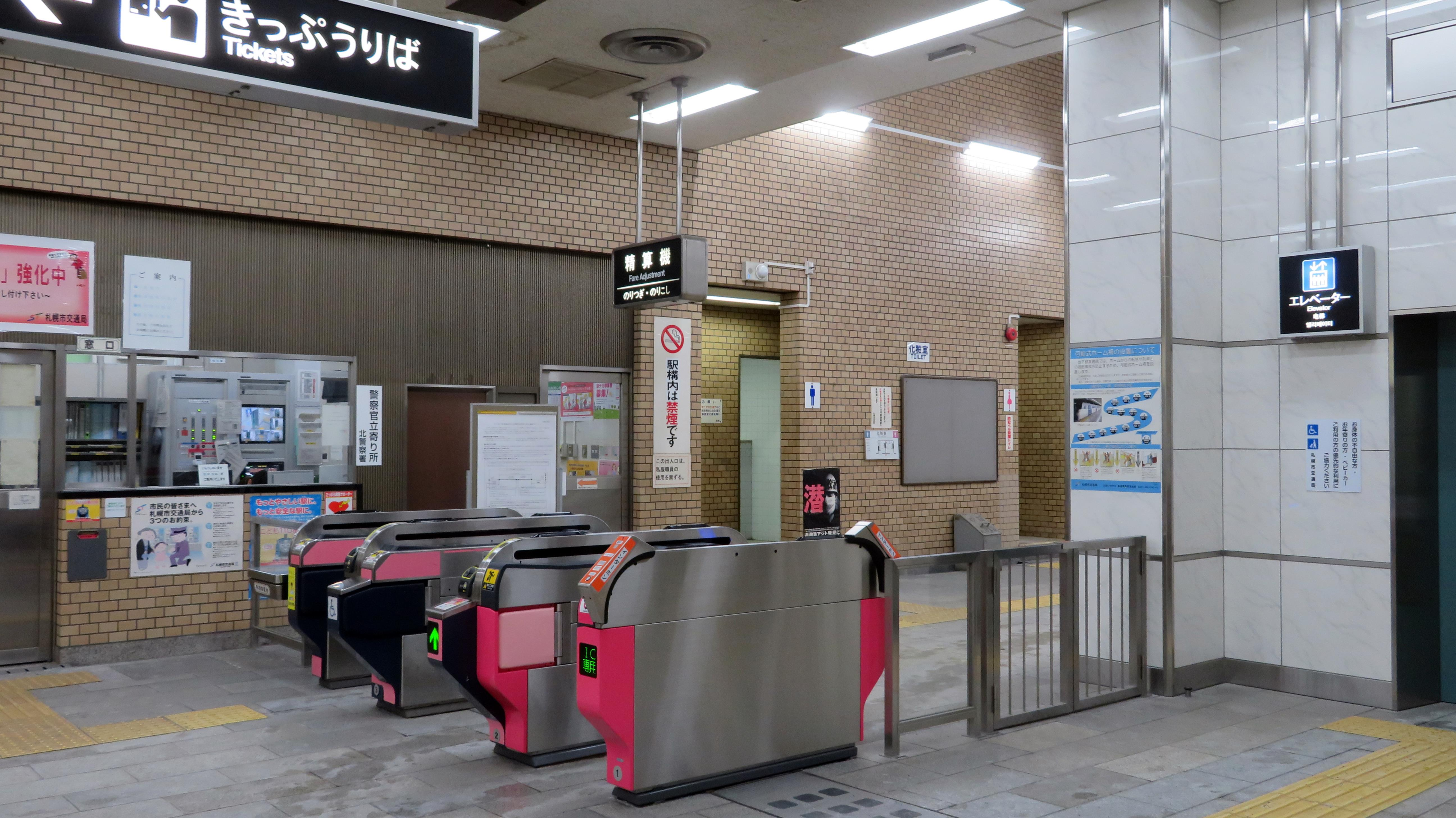
改札口
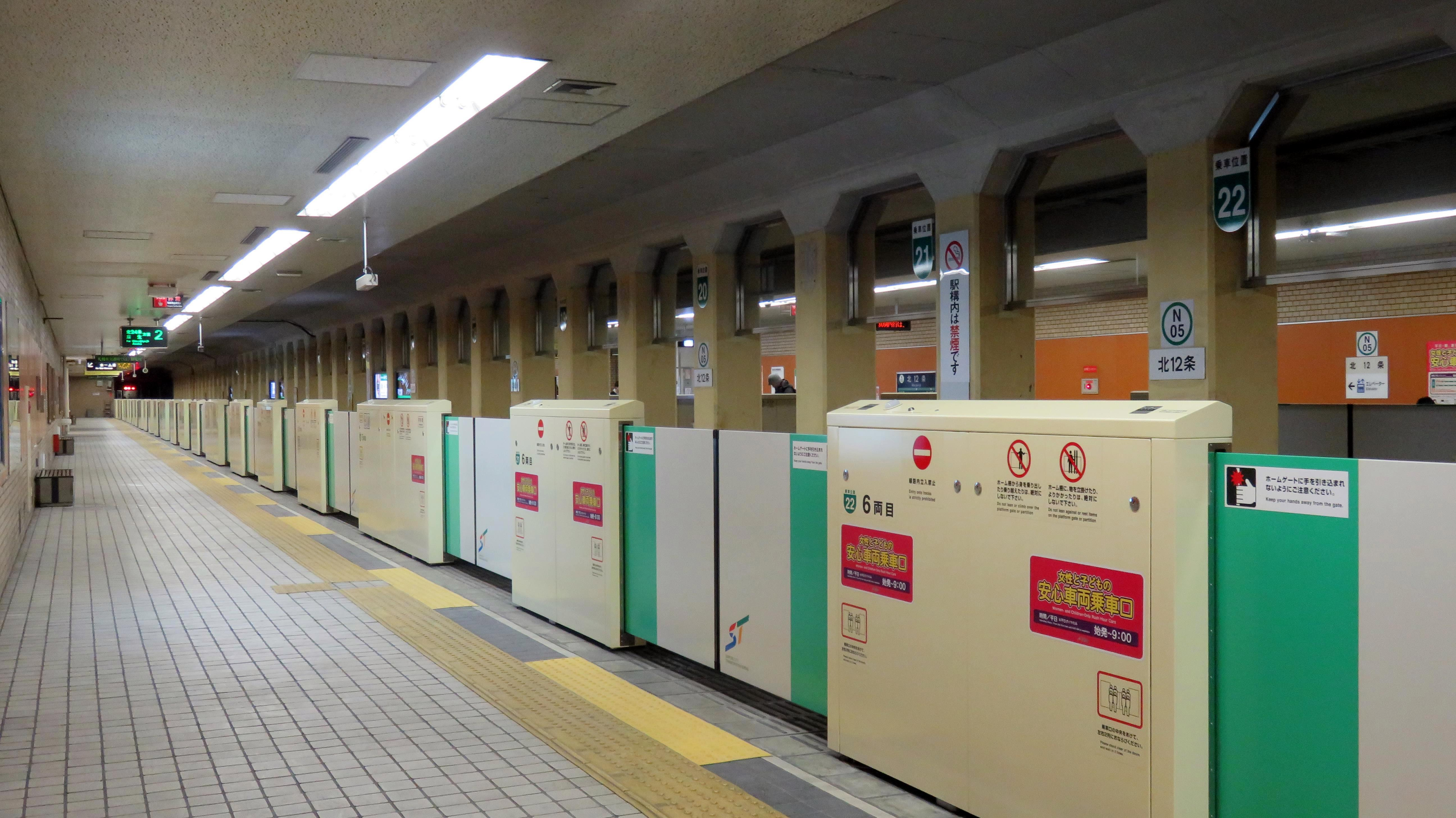
ホーム
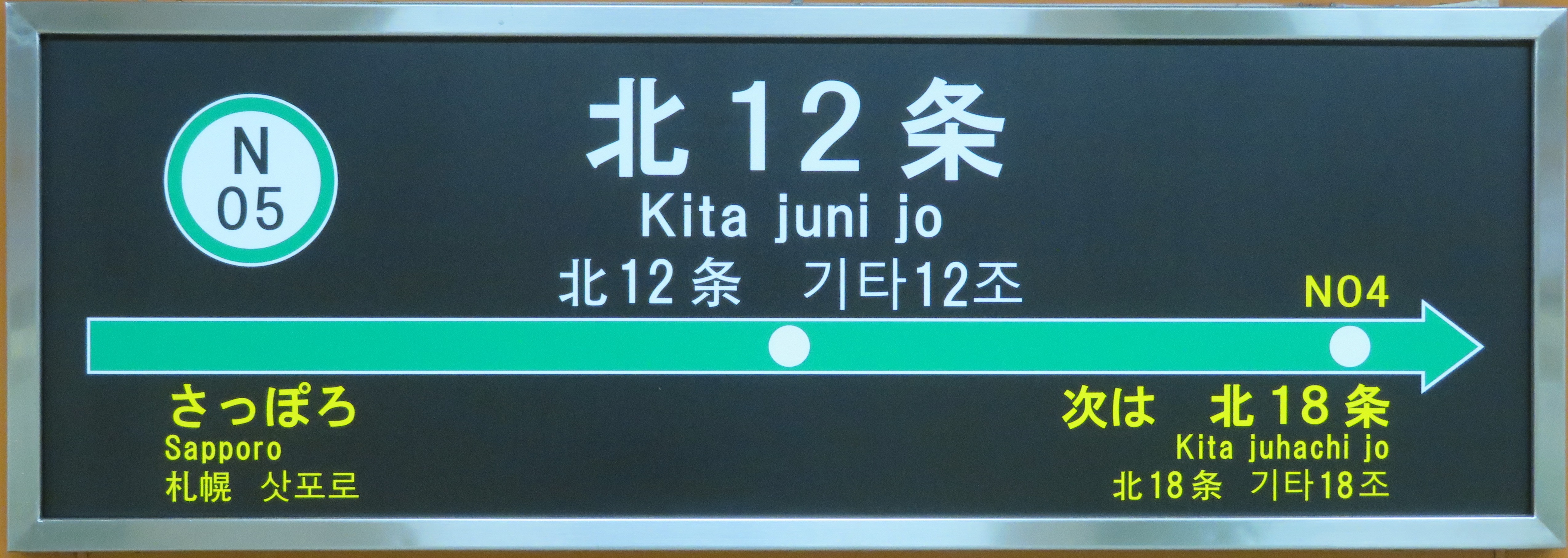
駅名標

### 出口
| 出口番号 | 出口周辺                   | 最寄ホーム | 備考             |
| -------- | -------------------------- | ---------- | ---------------- |
| 1        | 北海道大学・北海道大学病院 | 1番乗り場  | エレベーターあり |
| 2        | 札幌北大病院前郵便局       | 2番乗り場  |                  |

## 利用状況
札幌市交通局によると、2022年度の1日平均乗車人員は4,914人であった。これは南北線では自衛隊前駅、幌平橋駅に次いで少ない数字である。
近年の1日平均乗車人員の推移は以下の通りである。
| 年度   | 1日平均 乗車人員 | 出典  |
| ------ | ---------------- | ----- |
| 2003年 | 4,456            | [ 4 ] |
| 2004年 | 4,448            | [ 4 ] |
| 2005年 | 4,604            | [ 4 ] |
| 2006年 | 4,675            | [ 4 ] |
| 2007年 | 4,673            | [ 4 ] |
| 2009年 | 4,555            | [ 4 ] |
| 2010年 | 4,596            | [ 4 ] |
| 2011年 | 4,520            | [ 5 ] |
| 2012年 | 4,614            | [ 5 ] |
| 2013年 | 4,741            | [ 5 ] |
| 2014年 | 4,737            | [ 5 ] |
| 2015年 | 4,774            | [ 5 ] |
| 2016年 | 4,841            | [ 6 ] |
| 2017年 | 4,919            | [ 6 ] |
| 2018年 | 5,000            | [ 7 ] |
| 2019年 | 4,972            | [ 8 ] |
| 2020年 | 3,581            | [ 9 ] |
| 2021年 | 3,999            | [ 9 ] |
| 2022年 | 4,914            | [ 9 ] |

## 駅周辺
北海道大学の最寄駅の一つであり、学生向けの飲食店や古本屋などが多く立地する。また札幌駅徒歩圏内という立地でもあることから、業務ビルや集合住宅も立ち並ぶ市街地としての側面も有し家賃も札幌市内の水準と比較すると若干高めである。駅の乗降客数は少ないが、駅周辺は人通りは多い。
北海道大学は当駅より西100メートル余のところにあり、当駅より東約400メートルのところを創成川が流れる。創成川以東はめっきり人通りが少なくなる。
- 北海道大学札幌キャンパス
  - 北海道大学病院
- 国道5号
- 北区鉄西まちづくりセンター
- 東警察署北中央交番
- 札幌北十二条郵便局
- 札幌北大病院前郵便局
- 北海道中央バス（新川営業所、札樽線）、ジェイ・アール北海道バス（札樽線）「北大病院前」停留所[10]
- 北海道中央バス（札幌東営業所）「北12条西5丁目」停留所[11]
- コープさっぽろ 北12条店

## その他
- 札幌市営地下鉄の駅では最も浅い地下9mにあるが、出入口と改札が直結しているにもかかわらず、地上から階段を下りた場所にある改札とホームの間にもさらに階段があるという構造上、バリアフリー化が最も難しい駅とされていた。
- 駅スタンプは北12条駅のイニシャルKの中に北大総合博物館が描かれている[12]。

## 隣の駅
札幌市営地下鉄
 南北線
北18条駅 (N04) - 北12条駅 (N05) - さっぽろ駅 (N06)